# نور الدين النيبت
نور الدين النيبت (ولد 10 فبراير 1970) لاعب كرة قدم مغربي دولي. له سجل حافل في تاريخ كرة القدم المغربية والأوروبية من خلال مسيرته كقلب دفاع ناجح سواء مع المنتخب المغربي أو نادي الوداد الرياضي أو سبورتينغ لشبونة البرتغالي أو ديبورتيفو لاكورونيا الإسباني. وكان النيبت ثاني لاعب مغربي يفوز ببطولة الدوري الإسباني مع ناديه بعد مواطنه العربي بن مبارك في سنوات الأربعينيات. كما فاز أيضًا مع ديبورتيفو لاكورونيا ببطولة الكأس الإسباني والسوبر، وقادهم إلى نصف نهائي دوري أبطال أوروبا لأول مرة في تاريخ النادي. يعتبر على نطاق واسع من أفضل المدافعين في تاريخ إفريقيا.

## مسيرته
بدأ النيبت مسيرته الكروية في أحد الأحياء الشعبية في مدينة الدار البيضاء وانضم إلى مدرسة الوداد البيضاوي أحد قطبي الكرة في المغرب في سن السادسة عشرة، فكانت فاتحة الألقاب مسابقة الكأس عام 1989، تلاها لقب أعوام 1990 و1991 و1993 ومسابقة دوري أبطال أفريقيا عام 1992 ثم الكأس السوبر عام 1993.
وكانت تصفيات مونديال 1994 باب النيبت نحو الاحتراف حيث انضم إلى نانت الفرنسي منتصف موسم 1993-1994. وما شارف الموسم على الانتهاء حتى أعار نانت النيبت إلى سبورتينغ لشبونة البرتغالي فلعب معه موسمين وخاض 54 مباراة سجل فيها 5 أهداف وتوج بطلا لمسابقة الكأس قبل الانضمام إلى ديبورتيفو كورونا حيث فرض نفسه من جديد ونجح وفريقه في مقارعة قطبي الكرة الأسبانية ريال مدريد ونادي برشلونة حيث كان قاب قوسين أو أدنى من إحراز اللقب عامي 1997 و1998 قبل أن يفعلها عام 2000 ويحرز اللقب.
وشارك النيبت في دوري أبطال أوروبا وسجل أهدافا حاسمة لفريقه خصوصا هدف الفوز في مرمى مانشستر يونايتد الإنكليزي 2-1 في الجولة الثانية من الدور ربع النهائي على استاد ريازور في كورونا.
وشارك النيبت في نهائيات كأس العالم عامي 1994 و1998، وأولمبياد برشلونة 1992 ونهائيات كأس الأمم الأفريقية أعوام 1992 و1998 و2000 و2002 و2004 و2006.
لعب اللاعب الشهير نهاية كأس أفريقيا للأمم رفقة المنتخب المغربي ضد تونس التي خسرها المغاربة بهدفين لواحد واعتزل سنة 2006.

## مسيرته الاحترافية
- 1989 - 1993 : الوداد البيضاوي  المغرب
- 1993 - 1994 : نادي نانت  فرنسا
- 1994 - 1996 : سبورتنغ لشبونة  البرتغال
- 1996 - 2004 : ديبورتيفو لاكورونيا  إسبانيا
- 2004 - 2006 : توتنهام هوتسبر  إنجلترا

## مع المنتخب المغربي
- عدد المقابلات: 115
- أول مقابلة دولية: 9 اغسطس 1990 ضد منتخب تونس لكرة القدم
- أول هدف دولي: 31 ماي 1997 ضد منتخب إثيوبيا لكرة القدم.
- عدد الأهداف: 4 أهداف

## الإنجازات

### النادي
الوداد الرياضي
- الدوري المغربي لكرة القدم (3) : 1990، 1991، 1993
- كأس العرش : 1989
- دوري أبطال العرب : 1989
- دوري أبطال أفريقيا : 1992
- كأس السوبر العربي : 1992
- الكأس الأفروآسيوية للأندية : 1993

 سبورتينغ لشبونة
- كأس البرتغال : 1995
- كأس السوبر البرتغالي : 1995

 ديبورتيفو لاكورونيا
- الدوري الإسباني (1) : 2000؛ الوصيف : 2001، 2002
- كأس ملك إسبانيا (2) : 2002، 2003
- كأس السوبر الإسباني (2) : 2000، 2002
- دوري أبطال أوروبا : نصف النهائي 2004

 المغرب
- كأس العالم شارك مرتين : 1994، 1998
- كأس أمم أفريقيا الوصيف : 2004

### فردية
- ماركا الإسبانية أفضل مدافع في إسبانيا : 1998، 1999، 2000.[6]
- الاتحاد الدولي لتاريخ وإحصاءات كرة القدم: تشكيلة القرن في تاريخ إفريقيا (1900–2000)[7]
- الاتحاد الدولي لتاريخ وإحصاءات كرة القدم: تشكيلة الأحلام في تاريخ أفريقيا [8]
- الاتحاد الدولي لتاريخ وإحصاءات كرة القدم تشكيلة الأحلام في تاريخ المنتخب المغربي[9]

## وصلات خارجية
- نور الدين النيبت على موقع الاتحاد الدولي (مؤرشف)  (الإنجليزية)
- نور الدين النيبت على موقع قاعدة بيانات كرة القدم.إي يو (الإنجليزية)
- نور الدين النيبت على موقع ناشيونال فوتبول تيمز (الإنجليزية)
- نور الدين النيبت على موقع Soccerbase.com (لاعب) (الإنجليزية)
- نور الدين النيبت على موقع عالم كرة القدم.نت (الإنجليزية)
- نور الدين النيبت على موقع أوليمبيديا (الإنجليزية)

- Premierleague profile of Naybet